# Сирмабусь
Сирмабу́сь (чув. Ҫырмапуҫ — «исток овражного ручья») — поселок в Похвистневском районе Самарской области в составе сельского поселения Староганькино.

## География
Находится на расстоянии примерно 28 километров по прямой на север от районного центра города Похвистнево.

## История
Поселок был основан в начале XX века. 

## Население
Постоянное население составляло 57 человек (чуваши 90%) в 2002 году, 40 в 2010 году.